# Trichocentrum obcordilabium
Trichocentrum obcordilabium är en orkidéart som beskrevs av Franco Pupulin. Trichocentrum obcordilabium ingår i släktet Trichocentrum och familjen orkidéer.
Artens utbredningsområde är Ecuador. Inga underarter finns listade i Catalogue of Life.